# Power Rangers : Super Megaforce
Chronologie
Megaforce Dino Charge
Power Rangers : Super Megaforce est la 21e saison de la série télévisée américaine Power Rangers, adaptée des super sentai Tensou Sentai Goseiger et Kaizoku Sentai Gokaiger et produite par Saban Entertainment. C'est la suite directe de Power Rangers : Megaforce.
Composée de 20 épisodes, elle a été diffusée aux États-Unis sur Nickelodeon à partir du 15 février 2014 et en France sur Canal J à partir du 4 juin 2014.

## Synopsis
Après avoir vaincu l'armée insectoïde Warstar, les Rangers découvrent qu'ils n'étaient que la partie visible de l'iceberg et qu'une armada de vaisseaux extra-terrestres a envahi notre planète. Ils lancent d'incessantes vagues d'attaque avec une férocité encore jamais vue. Pour combattre cette nouvelle menace, Gosei comprit qu'il était temps d'utiliser les clés rangers légendaires qu'il avait alignés dans sa base secrète. Il leur présente le Morpher légendaire qui leur permettra d'utiliser les clés et de se transformer en n'importe quel Power Ranger du passé. Les Power Rangers doivent donc maîtriser les pouvoirs des Rangers légendaires pour devenir les Power Rangers Super Megaforce.

## Distribution

### Super Mega Rangers
| Acteurs                                     | Rôles        | Rangers                        | Armes                                                                                 | Armures              | Zords                 |
| ------------------------------------------- | ------------ | ------------------------------ | ------------------------------------------------------------------------------------- | -------------------- | --------------------- |
| Andrew Gray (VFB : Maxime Van Santfoort)    | Troy Burrows | Ranger Super Megaforce rouge   | Morpher légendaire, Clés de Rangers légendaires, Super Mega Blaster, Super Mega Sabre |                      | Caravelle             |
| John Mark Loudermilk (VFB : Alexis Flamant) | Noah Carver  | Ranger Super Megaforce bleu    | Morpher légendaire, Clés de Rangers légendaires, Super Mega Blaster, Super Mega Sabre |                      | Super Mega Jet        |
| Ciara Hanna (VFB : Camille de Leu)          | Gia Moran    | Ranger Super Megaforce jaune   | Morpher légendaire, Clés de Rangers légendaires, Super Mega Blaster, Super Mega Sabre |                      | Super Mega Camion     |
| Azim Rizk (VFB : Pierre Le Bec)             | Jake Holling | Ranger Super Megaforce vert    | Morpher légendaire, Clés de Rangers légendaires, Super Mega Blaster, Super Mega Sabre |                      | Super Mega Bolide     |
| Christina Masterson (VFB : Nancy Philippot) | Emma Goodall | Ranger Super Megaforce rose    | Morpher légendaire, Clés de Rangers légendaires, Super Mega Blaster, Super Mega Sabre |                      | Super Mega Sous-marin |
| Cameron Jebo (VFB : Fabien Finkels)         | Orion        | Ranger Super Megaforce argenté | Morpher légendaire argenté, Clés de Rangers légendaires, Super Lance argentée         | Super Megaforce doré | Zord Quanta-Rex       |

### Amis

#### Centre de commande
Le Centre de commande de Gosei est une grotte située sur une plage du comté de Harwood qui est utilisée par les Super Mega Rangers comme leur base d'opérations. Le Centre de Commande contient des Clés de Ranger qui donnent aux Super Mega Rangers la capacité de se transformer en Power Rangers du passé.
- Gosei (Geoff Dolan)  (VFB : Jean-Marc Delhausse) : Gosei est un être céleste qui a été chargé par son mentor, Zordon, de protéger la Terre en cas de besoin, prenant une forme familière semblable à un tiki pour communiquer depuis son Centre de Commande. Lorsque l'Armada arrive sur Terre, il donne aux Mega Rangers les Morphers légendaires, leur permettant de se transformer en Super Mega Mode et d'utiliser les Clés de Rangers légendaires  qui ont été exposées dans le Centre de Commande pour devenir d'anciens Power Rangers.
- Tensou (Estevez Gillespie) (VFB : Peppino Capotondi) : Tensou est l'assistant robotique de Gosei qui aide les Mega Rangers en les informant des attaques de l'Armada. Tensou perd temporairement sa mémoire après avoir été frappé par la foudre et se promène dans Harwood County jusqu'à ce qu'il soit trouvé par les Super Mega Rangers, ce qui déclenche le retour de sa mémoire.

#### Harwood County
- Monsieur Burley (Ian Harcourt)   (VFB : Benoît Van Dorslaer) : Monsieur Burley est un enseignant travaillant au lycée de Hardwood Country et le professeur principal des Mega Rangers. Monsieur Burley est également très versé dans la cryptozoologie, capable d'identifier les empreintes du Mutant Toxique, Bluefur, en supposant qu'il s'agisse des empreintes de Bigfoot. Pendant l'invasion de la Terre par l'Empereur Mavro, il se cache avec ses élèves au lycée de Harwood County.
- Ernie (Shailesh Prajapati)  (VFB : Benoît Van Dorslaer) : Ernie est le propriétaire et le gérant d'Ernie's Brain Freeze, un magasin de yaourt glacé situé dans le centre commercial de Harwood County. Il engage Orion, le Ranger Super Megaforce argenté, en tant que serveur après son arrivée sur Terre. Plus tard, lors de l'invasion de la Terre par l'Empereur Mavro, il se cache dans le centre commercial de Harwood County avec un groupe de civils. Hommage au 1ere Ernie de Power Rangers : Mighty Morphin.

#### Panorama City
- Mentor Ji (René Naufahu)  (VFB : Robert Guilmard) : Mentor Ji est membre du clan Shiba et le gardien de la Maison Shiba. Il se rend à Harwood County avec Jayden Shiba, le Ranger Samouraï rouge, afin de donner aux Super Mega Rangers un Disque de Puissance pour combattre et détruire Matacore.

#### Rangers légendaires
| Mighty Morphin           | Kimberly « Kim » Ann Hart        | Zachary « Zack » Taylor    | Jason Lee Scott             | William « Billy » Cranston           | Trini Kwan ou Aïsha Campbell | Dr. Thomas « Tommy » Oliver |       |
| Alien Rangers            | Delphine                         | Corcus                     | Aurico                      | Cestro                               | Tideus                       |                             |       |
| Zeo                      | Katherine « Kat » Hillard-Oliver | Adam Park                  |                             | Rocco « Rocky » DeSantos             | Tanya Sloan                  | Trifos de Triforia          |       |
| Turbo                    | Cassie (robot)                   | Carlos (robot)             | T.J. (robot)                | Justin Stewart                       | Ashley (robot)               |                             |       |
| Dans l'espace            | Cassie Chan                      | Carlos Vallerte            | Andros                      | Théodore Jay « T.J. » Jarvis Johnson | Ashley Hammond               | Zhane                       |       |
| L'Autre Galaxie          | Karone                           | Damon Henderson            | Léo Corbett                 | Kaï Chen                             | Maya                         | Michael « Mike » Corbett    |       |
| Sauvetage éclair         | Dana Mitchell                    | Joël Rawlings              | Carter Grayson              | Chad Lee                             | Kelsey Winslow               | Ryan Mitchell               |       |
| La Force du temps        | Jennifer « Jen » Scotts          | Trip                       | Wesley « Wes » Collins      | Lucas Kendall                        | Katie Walker                 | Eric Myers                  |       |
| Force animale            | Alyssa Enrilé                    | Danny Delgado              | Cole Evans                  | Max Cooper                           | Taylor Earhardt              | Merrick Baliton             |       |
| Force Cyclone            | Blake Bradley                    | Hunter Bradley             | Shane Clarke                | Tori Hanson                          | Waldo « Dustin » Brooks      | Cameron « Cam » Watanabe    |       |
| Dino Tonnerre            |                                  |                            | Conner McKnight             | Ethan James                          | Kira Ford                    | Trent Fernandez-Mercer      |       |
| Super Police Delta       | Sydney « Syd » Drew              | Bridge Carson              | Jack Landors                | Schuyler « Sky » Tate                | Elizabeth « Z » Delgado      | Samuel « Sam »              |       |
| Force mystique           | Vida Rocca                       | Alexander « Xander » Bly   | Nick Russell / Bowen        | Madison « Maddie » Rocca             | Charlie « Chip » Thorn       | Daggeron                    |       |
| Opération Overdrive      | Rose Ortiz                       | Will Aston                 | Mackenzie « Mack » Hartford | Dax Lo                               | Ronny Robinson               | Tyzonn                      |       |
| Jungle Fury              | Dominic Hargan                   | Robert James « R.J. » Finn | Casey Rhodes                | Théodore « Théo » Martin             | Lily Chilman                 |                             |       |
| RPM                      | Dillan (D-44)                    | Ziggy Grover               | Scott Truman                | Flynn McAllistair                    | Summer Landsdown             | Gem                         | Gemma |
| Samurai et Super Samurai | Mia Watanabe                     | Mike                       | Jayden Shiba                | Kévin                                | Emily                        | Antonio Garcia              |       |
| Megaforce                | Emma Goodall                     | Jake Holling               | Troy Burrows                | Noah Carver                          | Gia Moran                    | Le Robot Chevalier          |       |
| Super Megaforce          | Emma Goodall                     | Jake Holling               | Troy Burrows                | Noah Carver                          | Gia Moran                    | Orion                       |       |

- Dr. Thomas « Tommy » Oliver (Jason David Frank) : Tommy Oliver se rend à Harwood County pendant l'invasion de l'Empereur Mavro et sauve un enfant d'une voiture avec son fidèle ami, Saba. Il utilise ensuite ses pouvoirs de Ranger vert pour aider les Super Mega Rangers à combattre les X-Borgs et les Bruisers restants aux côtés des Rangers légendaires. Après avoir accompli cela, il se téléporte en utilisant une énergie dorée avec le reste des Rangers légendaires.
- Théodore Jay « T.J. » Jarvis Johnson (Selwyn Ward) : T.J. Johnson est le Ranger de l'Espace bleu qui se rend à Harwood County avec sa coéquipière, Cassie Chan, pendant l'invasion de l'Empereur Mavro. On le voit secourir des civils d'un ascenseur en panne. Il est ensuite vu parmi le groupe des Rangers légendaires pour aider les Super Mega Rangers à combattre les X-Borgs et les Bruisers restants. Après avoir accompli cela, il se téléporte en utilisant une énergie dorée avec le reste des Rangers légendaires.
- Cassie Chan (Patricia Ja Lee) : Cassie Chan est la Ranger de l'Espace rose qui se rend à Harwood County avec son coéquipier, T.J. Johnson, pendant l'invasion de l'Empereur Mavro. On la voit secourir des civils d'un ascenseur en panne. Elle est ensuite vue parmi le groupe des Rangers légendaires pour aider les Super Mega Rangers à combattre les X-Borgs et les Bruisers restants. Après avoir accompli cela, elle se téléporte en utilisant une énergie dorée avec le reste des Rangers légendaires.
- Léo Corbett (Danny Slavin) : Léo Corbett est le Ranger Galactique rouge qui se rend à Harwood County depuis Mirinoï pendant l'invasion de l'Empereur Mavro. On le voit secourir un chien. Il est ensuite vu parmi le groupe des Rangers légendaires pour aider les Super Mega Rangers à combattre les X-Borgs et les Bruisers restants. Après avoir accompli cela, il se téléporte en utilisant une énergie dorée avec le reste des Rangers légendaires.
- Damon Henderson (Reggie Rolle) : Damon Henderson est le Ranger Galactique vert qui se rend à Harwood County depuis Mirinoï pendant l'invasion de l'Empereur Mavro. On le voit observer les civils de Harwood County se remettre de l'attaque avec Wesley "Wes" Collins, le Ranger  Time Force rouge (II). Il est ensuite vu parmi le groupe des Rangers légendaires pour aider les Super Mega Rangers à combattre les X-Borgs et les Bruisers restants. Après avoir accompli cela, il se téléporte en utilisant une énergie dorée avec le reste des Rangers légendaires.
- Karone (Mélody Perkins) : Karone est la deuxième Ranger Galactique rose qui se rend à Harwood County pendant l'invasion de l'Empereur Mavro. On la voit observer les civils de Harwood County se remettre de l'attaque. Elle est ensuite vue parmi le groupe des Rangers légendaires pour aider les Super Mega Rangers à combattre les X-Borgs et les Bruisers restants, exprimant son amour d'être une Power Ranger avant d'entrer dans la bataille. Après avoir accompli cela, elle se téléporte en utilisant une énergie dorée avec le reste des Rangers légendaires.
- Carter Grayson (Sean CW Johnson) : Carter Grayson est le Ranger Sauveage Éclair rouge qui se rend à Harwood County avec sa coéquipière, Dana Mitchell, pendant l'invasion de l'Empereur Mavro. On le voit secourir des civils des décombres. Il est ensuite vu parmi le groupe des Rangers légendaires pour aider les Super Mega Rangers à combattre les X-Borgs et les Bruisers restants. Après avoir accompli cela, il se téléporte en utilisant une énergie dorée avec le reste des Rangers légendaires.
- Dana Mitchell (Alison MacInnis) : Dana Mitchell est la Ranger Sauvetage Éclair rose qui se rend à Harwood County avec son coéquipier, Carter Grayson, pendant l'invasion de l'Empereur Mavro. On la voit apporter une assistance médicale aux civils blessés. Elle est ensuite vue parmi le groupe des Rangers légendaires pour aider les Super Mega Rangers à combattre les X-Borgs et les Bruisers restants. Après avoir accompli cela, elle se téléporte en utilisant une énergie dorée avec le reste des Rangers légendaires.
- Wesley « Wes » Collins (Jason Faunt) : Wesley Collins est le Ranger Time Force rouge  qui se rend à Harwood County pendant l'invasion de l'Empereur Mavro. On le voit observer les civils de Harwood County se remettre de l'attaque avec Damon Henderson, le Ranger Galactique vert. Il est ensuite vu parmi le groupe des Rangers légendaires pour aider les Super Mega Rangers à combattre les X-Borgs et les Bruisers restants. Après avoir accompli cela, il se téléporte en utilisant une énergie dorée avec le reste des Rangers légendaires.
- Casey Rhodes (Jason Smith) : Casey Rhodes est le Ranger Jungle Fury rouge et le Maître Pai Zhuq de l'Esprit Animal du Tigre. Il est reconnu par Jake Holling, le Ranger Super Megaforce vert, et Emma Goodall, la Ranger Super Megaforce rose, après les avoir vus travailler à une exposition de tigres au zoo de Harwood County et avoir remarqué le symbole de l'Ordre de la Griffe sur sa veste. Il entraîne ensuite les deux à maîtriser leurs Esprits Animaux pour combattre Pacha Chamax, puis disparaît soudainement après que les deux ont tenté de le remercier pour son enseignement.
- Jayden Shiba (Alex Heartman)  (VFB : Gauthier De Fauconval) : Jayden Shiba est le Ranger Samouraï rouge qui se rend à Harwood County avec Mentor Ji et retrouve les Super Mega Rangers chez Ernie's Brain Freeze afin de leur remettre un Disque de Puissance pour vaincre Matacore.
- Mike (Hector David Jr.)  (VFB : Antoni Lo Presti) : Mike est le Ranger Samouraï vert qui fait partie du groupe des Rangers légendaires pour aider les Super Mega Rangers à combattre les X-Borgs et les Bruisers restants. Après avoir accompli cela, il se téléporte en utilisant une énergie dorée avec le reste des Rangers légendaires.
- Emily (Brittany Pirtle)  (VFB : Mélanie Dermont) : Emily est la Ranger Samouraï jaune qui fait partie du groupe des Rangers légendaires pour aider les Super Mega Rangers à combattre les X-Borgs et les Bruisers restants. Après avoir accompli cela, elle se téléporte en utilisant une énergie dorée avec le reste des Rangers légendaires.
- Le Robot Chevalier (Chris Auer)  (VFB : Jean-Marc Delhausse) : Robot Chevalier est un chevalier robotique créé par Gosei qui aide les Mega Rangers à combattre les Warstars jusqu'à ce qu'il disparaisse avant l'arrivée de l'Armada. Il est révélé que Vrak l'a capturé et transformé en soldat sans volonté pour l'aider à détruire la Terre. Cependant, il est libéré de ce contrôle mental lorsque Troy Burrows, le Ranger Super Megaforce rouge, acquiert étrangement une énergie dorée et le frappe. Il se sacrifie ensuite pour sauver Orion, le Ranger Super Megaforce argenté, d'une mort certaine lors de la destruction du laboratoire sous-marin de Vrak. Il est plus tard ressuscité d'une manière inconnue et révèle sa résurrection à Troy Burrows lors de la Bataille légendaire.

##### Équipes de Rangers légendaires
- Rangers (Mighty Morphin) : les Rangers (Mighty Morphin) s'allient avec les Super Mega Rangers et de nombreuses autres équipes de Rangers légendaires pour combattre la dernière vague de X-Borgs et de Bruisers.
- Zeo Rangers (Zeo) : les Zeo Rangers s'allient avec les Super Mega Rangers et de nombreuses autres équipes de Rangers légendaires pour combattre la dernière vague de X-Borgs et de Bruisers.
- Turbo Rangers (Turbo) : les Turbo Rangers s'allient avec les Super Mega Rangers et de nombreuses autres équipes de Rangers légendaires pour combattre la dernière vague de X-Borgs et de Bruisers.
- Rangers galactiques (l'Autre Galaxie) : les Rangers Galactiques s'allient avec les Super Mega Rangers et de nombreuses autres équipes de Rangers légendaires pour combattre la dernière vague de X-Borgs et de Bruisers.
- Rangers Sauvetage éclair (Sauvetage Éclair) : les Rangers Sauvetage Éclair s'allient avec les Super Mega Rangers et de nombreuses autres équipes de Rangers légendaires pour combattre la dernière vague de X-Borgs et de Bruisers.
- Rangers Force animale (Force animale) : les Rangers Force animale s'allient avec les Super Mega Rangers et de nombreuses autres équipes de Rangers légendaires pour combattre la dernière vague de X-Borgs et de Bruisers.
- Rangers du vent (Force Cyclone) : les Rangers du vent s'allient avec les Super Mega Rangers et de nombreuses autres équipes de Rangers légendaires pour combattre la dernière vague de X-Borgs et de Bruisers.
- Rangers Dino Tonnerre (Dino Tonnerre) : les Rangers Dino Tonnerre s'allient avec les Super Mega Rangers et de nombreuses autres équipes de Rangers légendaires pour combattre la dernière vague de X-Borgs et de Bruisers.
- Rangers mystiques (Force Mystique) : les Rangers Dino Tonnerre s'allient avec les Super Mega Rangers et de nombreuses autres équipes de Rangers légendaires pour combattre la dernière vague de X-Borgs et de Bruisers.
- Rangers Overdrive (Opération Orverdrive) : les Rangers Overdrive s'allient avec les Super Mega Rangers et de nombreuses autres équipes de Rangers légendaires pour combattre la dernière vague de X-Borgs et de Bruisers.
- Rangers Jungle Fury (Jungle Fury) : les Rangers Jungle Fury s'allient avec les Super Mega Rangers et de nombreuses autres équipes de Rangers légendaires pour combattre la dernière vague de X-Borgs et de Bruisers.
- Rangers Samouraï (Samouraï / Super Samouraï) : les Rangers Samouraï s'allient avec les Super Mega Rangers et de nombreuses autres équipes de Rangers légendaires pour combattre la dernière vague de X-Borgs et de Bruisers.

### Ennemis

#### L'Armada
- L'Empereur Mavro (Mike Drew)  (VFB : Robert Dubois) : Mavro est le père de Vrak et Prince Vekar, et le chef de l'Armada. Après que ses deux fils ont été détruits par les Super Mega Rangers, il arrive sur le vaisseau-mère de l'Armada et prend le commandement, dirigeant l'assaut pour conquérir la Terre. Alors que l'Empereur Mavro s'apprête à conquérir définitivement la Terre, il est arrêté par le Ranger Super Megaforce rouge et le Ranger Super Megaforce argenté, et est présumé détruit lorsque le vaisseau-mère de l'Armada explose avec lui à l'intérieur. Cependant, il survit à la destruction de son vaisseau et affronte les Super Mega Rangers, utilisant une multitude de modes de Rangers légendaires. Il est finalement détruit par une décharge à bout portant du Super Mega Canon.
- Le Prince Vekar (Stephen Butterworth)  (VFB : David Manet) : Vekar est le prince couronné de l'Armada qui arrive sur Terre et prend le commandement après l'échec de son frère, Vrak, dans sa tentative de conquête de la Terre. Pour prouver à son père qu'il est supérieur à Vrak, le Prince Vekar pilote le Megazord de l'Armada pour détruire les Super Mega Rangers. Malheureusement pour lui, le Megazord de l'Armada est détruit par le Megazord légendaire Ultime, avec lui à l'intérieur, ce qui entraîne inévitablement sa propre destruction.
- Damaras (John Leigh)  (VFB : Benoît Van Dorslaer) : Damaras est un guerrier expérimenté dans l'Armada, chargé par le père du Prince Vekar, l'Empereur Mavro, de le surveiller alors qu'il dirigeait l'assaut pour conquérir la Terre. Après l'arrivée de l'Empereur Mavro sur le vaisseau-mère de l'Armada et l'apprentissage de la destruction de ses fils par les Super Mega Rangers, Damaras reçoit pour mission de venger Prince Vekar en les détruisant pour obtenir le pardon de son empereur. Il enlève d'abord le Ranger Super Megaforce rouge pour attirer le reste des Super Mega Rangers, mais après le sauvetage du Ranger Super Megaforce rouge, Damaras est neutralisé par une décharge du Super Mega Canon. Il grandit ensuite en taille après avoir été touché par le Maximizer de Levira, mais est finalement détruit par le Megazord légendaire Ultime.
- Levira (Rebecca Parr)   (VFB : Élisabeth Guinand) : Levira est une scientifique dans l'Armada chargée de créer des armes à utiliser contre les Super Mega Rangers. Elle est également responsable de la création du Maximizer, un dispositif qui permet aux commandants et aux soldats de l'Armada de grandir en taille. Après que le Prince Vekar, Argus et Damaras ont été détruits par les Super Mega Rangers, elle tente de prouver sa valeur devant l'Empereur Mavro pour obtenir sa rédemption et pilote son propre Levira Megazord. Après sa destruction, elle affronte elle-même les Super Mega Rangers mais est finalement détruite par le Super Mega Canon. L’Empereur Mavro n'utilisera pas son Maximizer pour la ramener la jugeant inutile.
- Argus (Mark Wright)  (VFB : Robert Dubois) : Argus est un guerrier robotique fidèle au Prince Vekar qui l'accompagne souvent sur Terre et sert de garde du corps. Lorsque le Prince Vekar attaque la Terre avec son Armada Megazord, il lance un défi au Ranger Super Megaforce bleu pour un combat en tête-à-tête, mais il perd ce combat et explose peu de temps après cette altercation, après avoir été tranché par son Super Mega Sabre.
- Redker (Adrian Smith)  (VFB : Alain Eloy) : Redker est un garde d'élite de l'Armada, semblable à un poisson-pierre, qui accompagne l'Empereur Mavro avec Yellzor jusqu'au vaisseau amiral de l'Armada. Il dirige ensuite l'armée de l'Empereur Mavro lors de l'attaque contre la Terre, affrontant les Super Mega Rangers avant d'être détruit par l'explosion du Super Mega Canon.
- X-Borgs : les X-Borgs sont des guerriers robotiques métalliques utilisés par l'Armada en tant que soldats de base.
- Bruisers : les Bruisers sont des commandants des X-Borgs et ont la capacité de grandir en taille aux côtés des commandants de l'Armada.
- Gardes Royaux : les Gardes Royaux sont des Briseurs de couleur rouge qui servent l'Armada en tant que gardes de l'Empereur Mavro.
- Vaisseaux de guerre de l'Armada : les vaisseaux de guerre de l'Armada sont des vaisseaux d'attaque aérienne utilisés par l'Armada.

#### Vrak
- Le Prince Vrak (Jason Hood) (VFB : Laurent Bonnet) : Le Prince Vrak est le frère cadet du Prince Vekar qui sort de sa cachette après que son frère ait été détruit par les Super Mega Rangers. Il capture Orion, le Ranger Super Megaforce argenté, afin de lui voler ses pouvoirs légendaires pour l'aider dans ses plans et bloquer les pouvoirs des Mega Rangers. Il met en œuvre ses plans pour détruire la Terre avec trois puissantes Vrilles, dont deux ont été créées après que ses sbires, Tresnag et Drill Horn, après qu'ils ont été détruits par les Mega Rangers. Après que la troisième vrilles soit implantée dans la Terre, il est empêché de détruire la Terre par les Mega Rangers, où il est finalement détruit par une attaque du Ranger Megaforce rouge.
- Le Robot Chevalier Maléfique (Chris Auer) (VFB : Jean-Marc Delhausse) : le  Robot Chevalier Maléfique est une version corrompue du Robot Chevalier que Vrak rend mauvais après l'avoir enchaîné dans son laboratoire sous-marin depuis sa disparition. Le Robot Chevalier Maléfique aide Vrak à détruire la Terre avec ses trois vrilles, mais il est finalement ramené du bon côté grâce à un puissant coup doré donné par le Ranger Megaforce rouge.
- Zombats : les Zombats sont les animaux de compagnie royaux du Prince Vrak qui ont la capacité de faire grandir les monstres.

#### Le réseau informatique Venjix
- professeur Cog (Cameron Rhodes) : le  professeur Cog est un Bot d'attaque au thème des engrenages provenant de la Dimension RPM. Il attire les Super Mega Rangers dans sa dimension afin de pouvoir attaquer leur Terre. Cependant, l'Armada fait son apparition et une petite bataille s'ensuit. Après le retour des Super Mega Rangers dans leur dimension, il les affronte en Mode légendaire RPM avant d'être neutralisé par un tir du Super Mega Canon. Il grandit en taille géante mais est finalement détruit par le Megazord légendaire RPM.
- Grinders : les Grinders sont des soldats robotiques utilisés par le professeur Cog en tant que soldats de base.

## Armes
- Morphers légendaires ◆◆◆◆◆ : Les Morphers légendaires sont les outils nécessaires pour que les Super Mega Rangers accèdent à leur Super Mega Mode.
- Morpher légendaire argenté : le  Morpher légendaire argenté est l'outil nécessaire pour se transformer en Ranger Super Megaforce argenté.
- Clés de Ranger légendaires ◆◆◆◆◆◆ : les Clés de Ranger légendaires sont des dispositifs en forme de clé utilisés par les Mega Rangers pour se transformer en Super Mega Rangers et en Rangers légendaires.
  - Clés de Super Megaforce ◆◆◆◆◆◆ : les Clés Super Megaforce donnent aux Mega Rangers la capacité de se transformer en Super Mega Mode.
  - Clés de Ranger principaux :
    - Clés des Rangers (Mighty Morphin) : les clés des Rangers (Mighty Morphin) donnent aux Super Mega Rangers la capacité de se transformer Rangers (Mighty Morphin).
    - Clés des Alien Rangers : les clés des Alien Rangers donnent aux Super Mega Rangers la capacité de se transformer en Alien Rangers.
    - Clés des Zeo Rangers : les clés des Zeo Rangers donnent aux Super Mega Rangers la capacité de se transformer en Zeo Rangers.
    - Clés des Turbo Rangers : les clés des Turbo Rangers donnent aux Super Mega Rangers la capacité de se transformer en Turbo Rangers.
    - Clés des Rangers de l'Espace : les clés des Rangers de l'Espace donnent aux Super Mega Rangers la capacité de se transformer en Rangers de l'Espace.
    - Clés des Rangers Galactiques : les clés des Rangers Galactiques donnent aux Super Mega Rangers la capacité de se transformer en Rangers Galactiques.
    - Clés des Rangers Sauvetage Éclair : les clés des Rangers Sauvetage Éclair donnent aux Super Mega Rangers la capacité de se transformer en Rangers Sauvetage Éclair.
    - Clés des Rangers Time Force : les clés des Rangers Time Force donnent aux Super Mega Rangers la capacité de se transformer en Rangers Time Force.
    - Clés des Rangers Force animale : les clés des Rangers Force animale donnent aux Super Mega Rangers la capacité de se transformer en Rangers Force animale.
    - Clés des Ninja Rangers : les clés des Ninja Rangers donnentaux Super Mega Rangers la capacité de se transformer en Rangers du vent, Rangers Tonnerre et Ranger Samouraï vert.
    - Clés des Rangers Dino Tonnerre : les clés des Rangers Dino Tonnerre donnent aux Super Mega Rangers la capacité de se transformer en Rangers Dino Tonnerre.
    - Clés des SPD Rangers : les clés des SPD Rangers donnent aux Super Mega Rangers la capacité de se transformer en SPD Rangers.
    - Clés des Rangers Mystiques : les clés des Rangers Mystiques donnent aux Super Mega Rangers la capacité de se transformer en Rangers Mystiques.
    - Clés des Rangers Overdrive : les clés des Rangers Overdrive donnent aux Super Mega Rangers la capacité de se transformer en Rangers Overdrive.
    - Clés des Rangers Jungle Fury : les clés des Rangers Jungle Fury donnent aux Super Mega Rangers la capacité de se transformer en Rangers Jungle Fury.
    - Clés des Ranger Operateurs : les clés des Ranger Operateurs donnent aux Super Mega Rangers la capacité de se transformer en Ranger Operateurs.
    - Clés des Rangers Samouraï : les clés des Rangers Samouraï donnent aux Super Mega Rangers la capacité de se transformer en Rangers Samouraï.

  - Clés Nouveaux Pouvoirs :
    - Clés des Rangers Escadron légendaires : les clés des Rangers Escadron donnent aux Super Mega Rangers la capacité de se transformer en Rangers Escadron.
    - Clés des Rangers Foudre : les clés des Rangers Foudre donnent aux Super Mega Rangers la capacité de se transformer en Rangers Foudre.
    - Clés des Rangers Prisme : les clés des Rangers Prisme donnent aux Super Mega Rangers la capacité de se transformer en Rangers Prisme.
    - Clés des Rangers Blitz : les clés des Rangers Blitz donnent aux Super Mega Rangers la capacité de se transformer en Rangers Blitz.
    - Clés de Rangers Supersonique : les clés des Rangers Supersonique donnent aux Super Mega Rangers la capacité de se transformer en Rangers Supersonique.
    - Clés de Rangers Bataillon : les clés des Rangers Bataillon donnent aux Super Mega Rangers la capacité de se transformer en Rangers Bataillon.
- Super Mega Blaster ◆◆◆◆◆ : Les Super Mega Blasters sont des armes ressemblant à des blasters utilisées par les Super Mega Rangers.
- Super Mega Sabres ◆◆◆◆◆ : Les Super Mega Sabres sont des armes de type épée de pirate utilisées par les Super Mega Rangers comme armes de mêlée.
- Super Lance argentée : la Super Lance argentée est l'arme personnelle du Ranger Super Megaforce argenté, ressemblant à une lance.
  - Super Lance Blaster : la Super Lance argentée peut également se transformer en une arme de type pistolet appelée le Super Lance Blaster.

- Grappin ◆◆◆◆◆◆ : Ces grappins sont utilisés par les Super Mega Rangers chaque fois qu'ils ont besoin de grimper en hauteur.
- Super Mega Canon ◆◆◆◆◆◆ : le  Super Mega Canon est une arme de type pistolet créée par le Ranger Super Megaforce bleu et utilisée par les Super Mega Rangers pour tirer une puissante décharge d'énergie sur les commandants de l'Armada.

| Modes               | Troy Burrows                       | Noah Carver                              | Gia Moran                                 | Jake Holling                       | Emma Goodall                                          | Orion                                    |
| ------------------- | ---------------------------------- | ---------------------------------------- | ----------------------------------------- | ---------------------------------- | ----------------------------------------------------- | ---------------------------------------- |
| Mighty Morphin      | Ranger rouge                       | Ranger bleu                              | Ranger jaune (avec jupe)                  | Ranger noir                        | Ranger rose                                           | Ranger vert                              |
| Mighty Morphin      | Ranger rouge                       | Ranger bleu                              | Ranger jaune (avec jupe)                  | Ranger noir                        | Ranger rose                                           | Ranger blanc                             |
| Alien Rangers       | Alien Ranger rouge                 | Alien Ranger bleu                        | Alien Ranger jaune (version féminine)     | Alien Ranger noir                  | Alien Ranger blanc                                    |                                          |
| Zeo                 | Zeo Ranger V rouge                 | Zeo Ranger III bleu                      | Zeo Ranger II jaune                       | Zeo Ranger IV vert                 | Zeo Ranger I rose                                     | Ranger doré                              |
| Turbo               | Turbo Ranger rouge                 | Turbo Ranger bleu                        | Turbo Ranger jaune                        | Turbo Ranger vert                  | Turbo Ranger rose                                     |                                          |
| Dans l'espace       | Ranger de l'Espace rouge           | Ranger de l'Espace bleu                  | Ranger de l'Espace jaune                  | Ranger de l'Espace noir            | Ranger de l'Espace rose                               | Ranger de l'Espace argenté               |
| L’Autre Galaxie     | Ranger Galactique rouge            | Ranger Galactique bleu                   | Ranger Galactique jaune (avec jupe)       | Ranger Galactique vert             | Ranger Galactique rose                                |                                          |
| Sauvetage éclair    | Ranger Sauvetage Éclair rouge      | Ranger Sauvetage Éclair bleu             | Ranger Sauvetage Éclair jaune (avec jupe) | Ranger Sauvetage Éclair vert       | Ranger Sauvetage Éclair rose                          | Ranger Titanium                          |
| La Force du Temps   | Ranger Time Force rouge            | Ranger Time Force bleu                   | Ranger Time Force jaune (avec jupe)       | Ranger Time Force vert             | Ranger Time Force rose                                | Quantum Ranger                           |
| Force animale       | Ranger Force animale rouge         | Ranger Force animale bleu                | Ranger Force animale jaune (avec jupe)    | Ranger Force animale noir          | Ranger Force animale blanc                            | Ranger Loup lunaire                      |
| Force Cyclone       | Ranger du vent rouge               | Ranger du vent bleu (version masculine)  | Ranger du vent jaune (version féminine)   | Ranger Tonnerre pourpre            | Ranger Tonnerre marine (version féminine)             | Ranger Samouraï vert                     |
| Dino Tonnerre       | Ranger Dino Tonnerre rouge         | Ranger Dino Tonnerre bleu                | Ranger Dino Tonnerre jaune                | Ranger Dino Tonnerre noir          |                                                       | Ranger Dino Tonnerre blanc               |
| Super Police Delta  | SPD Ranger rouge                   | SPD Ranger bleu                          | SPD Ranger jaune                          | SPD Ranger vert                    | SPD Ranger rose                                       | SPD Ranger Oméga                         |
| Force mystique      | Ranger Mystique rouge              | Ranger Mystique bleu (version masculine) | Ranger Mystique jaune (version féminine)  | Ranger Mystique vert               | Ranger Mystique rose                                  | Chevalier Solaris                        |
| Opération Overdrive | Ranger Overdrive rouge             | Ranger Overdrive bleu                    | Ranger Overdrive jaune                    | Ranger Overdrive noir              | Ranger Overdrive rose                                 | Ranger de mercure                        |
| Jungle Fury         | Ranger Jungle Fury rouge           | Ranger Jungle Fury bleu                  | Ranger Jungle Fury jaune                  | Ranger Loup                        | Ranger Rhinocéros (version féminine)                  |                                          |
| RPM                 | Ranger Opérateur de la Série rouge | Ranger Opérateur de la Série bleue       | Ranger Opérateur de la Série jaune        | Ranger Opérateur de la Série verte | Ranger Opérateur de la Série noire (version féminine) | Ranger Opérateur des séries or et argent |
| Samurai             | Ranger Samouraï rouge              | Ranger Samouraï bleu                     | Ranger Samouraï jaune                     | Ranger Samouraï vert               | Ranger Samouraï rose                                  | Ranger Samouraï doré                     |
| Nouveaux pouvoirs   |                                    |                                          |                                           |                                    |                                                       |                                          |
| Escadron légendaire | Ranger Escadron rouge              | Ranger Escadron bleu                     | Ranger Escadron jaune                     | Ranger Escadron vert               | Ranger Escadron rose                                  |                                          |
| Foudre              | Ranger Foudre rouge                | Ranger Foudre bleu                       | Ranger Foudre jaune                       | Ranger Foudre noir                 | Ranger Foudre rose                                    |                                          |
| Blitz               | Ranger Blitz rouge                 | Ranger Blitz bleu                        | Ranger Blitz blanc                        | Ranger Blitz noir                  | Ranger Blitz rose                                     |                                          |
| Supersonique        | Ranger Supersonique rouge          | Ranger Supersonique bleu                 | Ranger Supersonique jaune                 | Ranger Supersonique noir           | Ranger Supersonique rose                              |                                          |
| Bataillon           | Ranger Bataillon rouge             | Ranger Bataillon bleu                    | Ranger Bataillon jaune                    | Ranger Bataillon noir              | Ranger Bataillon rose                                 |                                          |

- Super Megaforce doré : le  Mode Super Megaforce doré est une puissante armure utilisée par le Ranger Super Megaforce argenté lorsqu'il canalise les pouvoirs de chaque Sixième Ranger.

## Zords

### Super Mega Zords
- Caravelle : la Caravelle est un Zord en forme de navire pirate piloté par le Ranger Super Megaforce rouge.
- Super Mega Jet : le  Super Mega Jet est un Zord en forme de jet piloté par le Ranger Super Megaforce bleu.
- Super Mega Camion : le  Super Mega Camion est un Zord en forme de camion piloté par la Ranger Super Megaforce jaune.
- Super Mega Bolide : le  Super Mega Bolide est un Zord en forme de voiture de course piloté par le Ranger Super Megaforce vert.
- Super Mega Sous-marin : le  Super Mega Sous-Marin est un Zord en forme de sous-marin piloté par la Ranger Super Megaforce rose.

### Zord Quanta-Rex
- Zord Quanta-Rex : le  Zord Quanta-Rex Drill est le Zord personnel d'Orion, le Ranger Super Megaforce argenté.

### Zords légendaires
- Delta Runner 1 : le  Delta Runner 1 est un Zord en forme de voiture de police qui peut être invoqué par les Super Mega Rangers lorsqu'ils utilisent les Clés des SPD Rangers.
- Dragon Mystique : le  Dragon Mystique est un Zord en forme de dragon qui peut être invoqué par les Super Mega Rangers lorsqu'ils utilisent les Clés des Rangers Mystiques.
- Zord Animal Lion rouge : le  Zord Animal Lion rouge est un Zord semblable à un lion rouge qui peut être invoqué par les Super Mega Rangers à partir de l'Animarium lorsqu'ils utilisent les clés des Rangers Force animale.
- Zord Ninja : le  Ninja Zord est un Zord de type ninja qui peut être invoqué par les Super Mega Rangers lorsqu'ils utilisent les Clés des Ninja Rangers.
- Zord Turbo Faucon : le  Zord Turbo Faucon est un Zord de type faucon à l'apparence d'une voiture de course que les Super Mega Rangers s'est lié d'amitié lorsqu'il était à Corinth. Il peut être invoqué dans leur dimension lorsqu'ils utilisent les Clés des Rangers RPM.

## Megazords
- Megazord légendaire ◆◆◆◆◆ : les Super Mega Zords peuvent se combiner les uns avec les autres pour former le Megazord légendaire.
  - Megazord légendaire SPD ◆◆◆◆◆❖ : Delta Runner 1 peut se combiner avec le Megazord légendaire pour former le Megazord légendaire SPD.
  - Megazord légendaire Force mystique ◆◆◆◆◆❖ : le  Dragon Mystique peut se combiner avec le Megazord légendaire pour former le Megazord légendaire Force Mystique.
  - Megazord légendaire Force animale ◆◆◆❖ : le  Zord Animale Lion rouge peut se combiner avec le Megazord légendaire pour former le Megazord légendaire Force animale.
  - Megazord légendaire Samouraï ◆◆◆❖ : le  Zord Animale Lion rouge peut se combiner avec le Megazord légendaire et, lorsqu'il est alimenté par les Clés des Rangers Samouraï, peut se transformer en Megazord légendaire Samouraï.
  - Megazord Ninja légendaire ◆◆◆◆◆❖ : le  Zord Ninja peut se combiner avec le Megazord légendaire pour former le Megazord Ninja légendaire.
  - Megazord légendaire RPM  ◆◆◆❖ : le  Zord Turbo Faucon peut se combiner avec le Megazord légendaire pour former le Megazord légendaire RPM.

- Megazord Quanta-Rex : le  Zord Quanta-Rex peut se transformer en une forme humanoïde lorsque le Ranger Super Megaforce argenté utilise la Clé du Ranger Dino Tonnerre blanc.
- Megazord légendaire Quanta-Rex ◆◆◆◆ : le  Megazord Quanta-Rex peut se combiner avec le Megazord légendaire pour former le Megazord légendaire Quanta-Rex.
- Megazord légendaire Ultime ◆◆❖ : le  Zord Turbo Faucon peut se combiner avec le Megazord légendaire et le Megazord Quanta-Rex pour former le Megazord légendaire Ultime.

## Épisodes de la vingt-et-unième saison (2014)
| Saison | Saison | Épisodes | États-Unis      | États-Unis       | France      | France            |
| Saison | Saison | Épisodes | Début           | Fin              | Début       | Fin               |
| ------ | ------ | -------- | --------------- | ---------------- | ----------- | ----------------- |
|        | 21     | 22       | 15 février 2014 | 22 novembre 2014 | 4 juin 2014 | 26 septembre 2014 |

## Autour de la série
(décembre 2014).
- Le scénario de cette série fête le 20e anniversaire des Power Rangers (avec 1 an de retard cependant). Cette saison s'inspire du sentai Gokaiger qui fêtait les 35 ans du super sentai.
- Pendant toute la saison les Rangers conservent les tenues habituelles de Power Rangers : Megaforce (les tenues du sentai Goseiger).
- Les tenues du sentai Gokaiger font leur apparition sous la forme d'un « power up » : le  mode « Super Megaforce », qui permet aux Rangers d'invoquer les pouvoirs des anciennes équipes comme leurs homologues japonais.
- La thématique et les symboles des pirates ne sont jamais expliqués pour le mode « Super Megaforce ». Saban explique dans le livre Power Rangers Visual History que le thème des pirates a été complètement ignoré dans l’adaptation de Gokaiger pour Power Rangers Super Megaforce parce que les résultats et les données démographiques montrent que les films cinématographiques de pirate peuvent faire du bien au box-office, mais que les ventes de jouets ne sont pas si bonnes[2].
- Dans le sentai Gokaiger les 5 héros principaux sont des aliens ayant une apparence humaine, le seul humain étant Gokaisilver. Dans cette saison de Power rangers c'est le contraire, Les 5 héros principaux sont des humains et c'est Orion le Super Mega Ranger argenté qui est un alien à l'apparence humaine.
- Plusieurs transformations en équipes de sentai n'ayant jamais été adaptées en Power Rangers sont présentées à l'écran. Cette décision divise les fans de la première heure. Certains y voient un hommage au sentai d'autres considèrent comme un sacrilège de faire apparaître des équipes jamais adaptées. Les sentais concernés sont : Maskman, Flashman, Fiveman, Changeman et Dairanger.
- Un épisode spécial plus long de La Bataille légendaire a été diffusé pour Thanksgiving 2014 sur la chaîne Nicktoons aux États-Unis. Cet épisode est en fait la fusion des épisodes 19 et 20, derniers de la série. Des changements mineurs dans le montage et l'ajout de quelques scènes sont à noter : une scène de combat durant laquelle Orion transformé en Dragon Ranger passe son bouclier à Troy, transformé en Tyrannoranger. Les six Rangers se transforment en Super Mega Mode, le visage découvert. L'empereur Mavro a survécu à la destruction de son vaisseau et affronte les rangers qui combattent en prenant l'apparence de plusieurs rangers du passé.
- Un clin d’œil est également fait à Power Rangers : Dans l'espace durant cette même séquence. En effet, on peut voir Karone (Ranger de la Galaxie rose) apparaître quelques instants sous les traits d'Astronema, ancienne ennemie de Power Rangers : Dans l'espace, avant de remettre son casque pour participer à la Bataille légendaire.
- À la fin de l'épisode 18, on peut voir que le groupe de rock est le même que celui de l'épisode 7 de Power Rangers : Super Samurai avec également Mia et Antonio (rangers rose et doré Samouraï)
- Le Super Mega Mode Bataillon légendaire des Super Megaforce Rangers reprend les costumes des Dairangers du super sentai Gosei Sentai Dairanger. Ce sentai avait bel et bien été adapté pour la deuxième saison de Power Rangers : Mighty Morphin, mais Saban Brands n'avait pas repris les costumes.
- Lors de l'apparition de tous les rangers, il est à noter que les rangers Zeo, Turbo et Dans l'espace apparaissent tous en même temps. Il est donc supposé que l'équipe de robots rangers créée par Zordon est venue en renfort.
- A ce jour, les Super Mega Rangers sont les seuls à avoir dans leur rang deux sixièmes rangers de couleur argenté.
- Au moment de la production de Megaforce, les premières informations indiquaient que les Mega Rangers auraient utilisés des cartes légendaires pour se transformer en ranger du passé et que les costumes des Gokaiger auraient servi à créer des Power Rangers maléfiques[2].
- Le nom du robot Tensou reprend la phrase « TENSOU! » de Goseiger.
- Initialement, Troy déménage avec son père. Il était décrit comme un "être spécial", voire un élu. Il devait être le déclencheur qui aurait permis aux autres de devenir des Power Rangers. Troy devait également être liée au réseau de transmutation. Son pouvoir spécial devait être distilé durant les deux saison jusqu'à ce qu'il soit révélé dans le double épisode "Le grand retour". Troy et le robot chevalier devaient être liées par leurs pouvoirs.
- Jake devait utiliser ses pouvoirs de ranger a des fins personnels.
- David Yost, l'interprète de Billy Cranston dans les saisons Power Rangers : Mighty Morphin, Alien Rangers et Power Rangers : Zeo , devait reprendre son rôle en devenant le professeur du lycée mais l'acteur a refusé en raisons des problèmes qui lui ont poussé à quitter la série lors de Power Rangers : Zeo. Le personnage sera finalement retravaillé et sera nommé Mr.Burley.
- Mr.Burley devait être le mentor de Noah et l'aurait aidé à monter un site internet pour discuter de tout ce qui se passe en ville.